# 三海國家公園

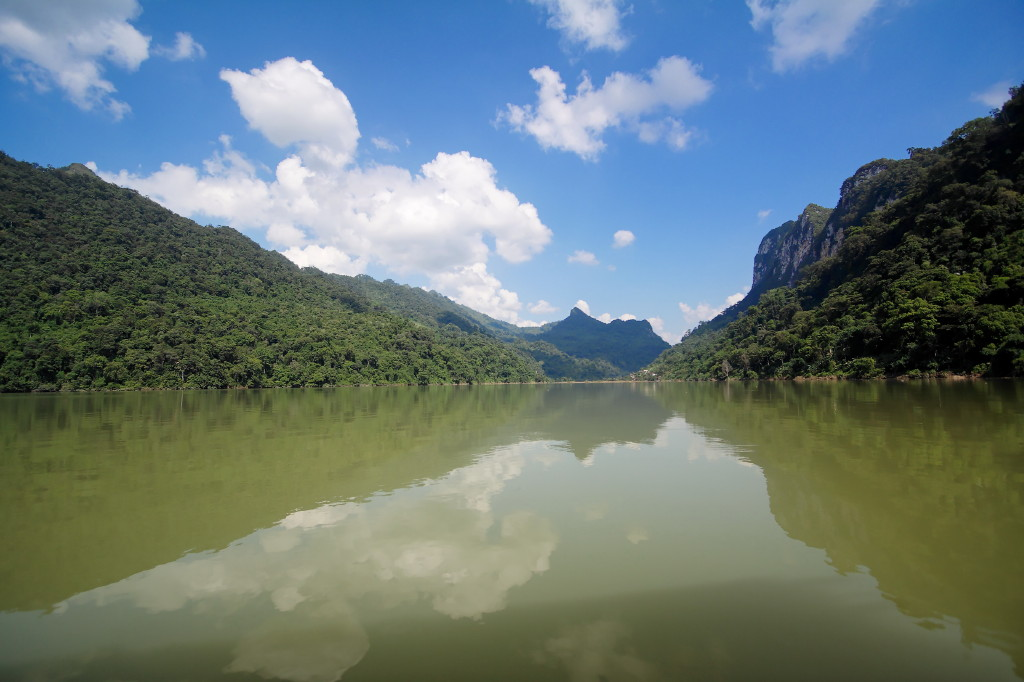

22°24′19″N 105°36′55″E / 22.40528°N 105.61528°E
三海國家公園是越南的國家公園，位於該國東北部，處於太原省，距離首都河內約240公里，成立於1992年，面積100平方公里，有233種鳥類、65種哺乳類動物棲息。